# 明悼皇后毛氏
毛皇后（もうこうごう）は、魏の明帝曹叡の最初の皇后。諡号は明悼皇后（めいとうこうごう）。司隷河内郡の出身。父は毛嘉（典虞車工）。母は夏氏（野王君）。弟は毛曾。

## 生涯
黄初年間、選ばれて平原王曹叡（後の明帝）の府邸に入り、側室となった。曹叡の寵愛を受け、府邸の出入りには曹叡と同じ輿に乗ることを許されたほどであった。曹叡が即位すると貴嬪に叙され、本妻の虞氏が廃位された。太和元年（227年）に皇后となった。曹叡は毛氏の一族に厚遇を与えた。しかし毛嘉は粗野で下品な言動をして、周囲に笑われた。
明確な形で伝えた記録は存在しないが、皇子曹殷の母とされる。曹殷が誕生した時に曹植の作った詩『皇太子生頌』で毛皇后の功績を称えた。しかしその曹殷は直後に夭折した。
235年と236年に両親はそれぞれに尊号を贈ったが、同時に曹叡の寵愛は郭氏に移る。毛皇后は顧みられなくなっていった。景初元年（237年）、曹叡は才人以上の女官・皇妃らを召して宴を開いたが、毛皇后だけには知らせず、また宴のあることを秘するよう、侍人に厳命した。自分だけ除け者にされたことを知った毛皇后は、翌日「昨日、北園に遊宴す、楽しからんや」と言った。曹叡は侍人らが事を洩らしたと思い、十数人を殺害し、毛皇后にも賜死を命じた。
曹叡は毛氏に「悼」と諡し、皇后として愍陵に葬らせた。